# Hubert Tison
Hubert Tison (* 1937 in Montreal, Québec) ist ein kanadischer Filmproduzent und Grafiker.

## Leben
Tison studierte an der École des Beaux-Arts in Montreal. Nach Ende seines Studiums und einer Animationsausbildung in Zürich, London sowie beim Fernsehsender O.R.T.F. in Paris arbeitete er ab 1966 für die Société Radio-Canada unter anderem im Bereich Vor- und Nachspannanimation. 
Er wurde 1968 Gründer und Leiter des Animationsstudios der Société Radio-Canada. Als solcher war er unter anderem Produzent der Filme von Frédéric Back. Im Jahr 1981 wurde er für seine Arbeit im Animationsbereich mit dem Preis des Präsidenten der Société Radio-Canada ausgezeichnet. Die Animationsabteilung wurde 1989 geschlossen. Tison war bis 1994 für die Société Radio-Canada tätig. Seine letzte Zusammenarbeit mit Back wurde 1993 Le fleuve aux grandes eaux, für die er 1994 für einen Oscar in der Kategorie Bester animierter Kurzfilm nominiert wurde. Seit 2005 ist Tison hauptsächlich als Maler tätig und stellt aus. Im Jahr 2012 wurde er zum Ehrenmitglied der Société des designers graphiques du Québec ernannt.

## Filmografie
- 1970: Abracadabra
- 1972: La création des oiseaux
- 1972: Inon
- 1975: Illusion
- 1977: Taratata
- 1978: Tout-rien
- 1979: Jeu de coudes
- 1981: Crac
- 1984: Tip Top
- 1985: Elephantrio
- 1987: Der Mann der Bäume pflanzte (L’homme qui plantait des arbres)
- 1993: Le fleuve aux grandes eaux